# Gavin Gordon
Gavin Gordon (Chicora, 7 aprile 1901 – Canoga Park, 7 aprile 1983) è stato un attore statunitense.

## Biografia
Di umili origini, lasciò il profondo sud degli Stati Uniti con il sogno di diventare attore. A New York debuttò in teatro nel 1924 e, negli anni successivi, sarebbe tornato sporadicamente a calcare il palcoscenico in altri sei allestimenti, fino al 1951.
Esordì nel cinema nel 1929 con cinque film, l'ultimo dei quali, His First Command, gli consentì di interpretare il primo ruolo importante. Alto, bruno, aitante, con una voce calda, chiara e virile, Gavin Gordon si affermò all'avvento del sonoro, nei primi anni trenta. Nel 1930 fu il protagonista maschile del secondo film parlato di Greta Garbo, Romanzo di Clarence Brown. In seguito fu il missionario fidanzato di Barbara Stanwyck ne L'amaro tè del generale Yen (1933), il capitano Gregori Orloff accanto a Marlene Dietrich ne L'imperatrice Caterina (1934) ed il passionale Lord Byron accanto ad Elsa Lanchester ne La moglie di Frankenstein (1935).
Tra il 1930 ed il 1938 Gavin Gordon fu nel cast di ben 38 film, tra i quali sono da ricordare Eroi senza gloria (1931), La follia della metropoli (1932), La maschera di cera (1933), Verso la felicità (1934), Il selvaggio (1935) e Il ponte (1935).
La carriera di Gordon non avrebbe toccato più i vertici raggiunti negli anni trenta. Tuttavia, l'attore restò attivo ancora a lungo nel cinema in ruoli secondari, talvolta interessanti ed incisivi. Come caratterista è da ricordare infatti in molti film (spesso della Paramount) degli anni quaranta e cinquanta, come La via del male (1958), Il mostro che uccide (1959), seppure i ruoli diventassero via via sempre più marginali. In compenso Gordon lavorò piuttosto assiduamente in televisione dal 1949 in numerosi telefilm e sceneggiati. Dopo altre particine al cinema, tra cui quella in Jerry 8¾ (1964), con Jerry Lewis, ed altri ruoli da guest star in telefilm, nel 1968 il sessantasettenne attore si ritirò a vita privata, dopo aver preso parte a una novantina di produzioni tra cinema e televisione.
Gavin Gordon era omosessuale e visse per molti anni con l'attore Edward Everett Horton (1886-1970), di 15 anni più anziano di lui. Il noto storico del cinema Anthony Slide, nel saggio "Eccentrics of Comedy" (Metuchen NJ: Scarecrow Press, 1998), parlando diffusamente di Horton, fa riferimento alla lunga relazione di quest'ultimo con Gavin Gordon. I due attori, in ruoli secondari, lavorarono insieme in un solo film, ma molto popolare, Angeli con la pistola (1961), di Frank Capra, con Bette Davis e Glenn Ford. 
Gordon non si sposò mai e non ebbe figli. Sua nipote è la costumista Kerrie Karcewski.
Gavin Gordon morì per cause naturali a Canoga Park, in California, il 7 aprile 1983, il giorno del suo 82º compleanno.

## Filmografia parziale

### Cinema
- Romanzo (Romance), regia di (non accreditato) Clarence Brown (1930)
- Un dramma nell'Alaska (The Silver Horde), regia di George Archainbaud (1930)
- Eroi senza gloria (Secret Service), regia di J. Walter Ruben (1931)
- Fiamme sul mare (Shipmates), regia di Harry A. Pollard (1931)
- La follia della metropoli (American Madness), regia di Frank Capra e (non accreditati) Allan Dwan e Roy William Neill (1932)
- L'amaro tè del generale Yen (The Bitter Tea of General Yen), regia di Frank Capra (1933)
- La maschera di cera (Mystery of the Wax Museum), regia di Michael Curtiz (1933)
- Female, regia di Michael Curtiz (1933)
- L'imperatrice Caterina (The Scarlet Empress), regia di Josef von Sternberg (1934)
- Verso la felicità (Happiness Ahead), regia di Mervyn LeRoy (1934)
- Il selvaggio (Bordertown), regia di Archie Mayo (1935)
- La moglie di Frankenstein (Bride of Frankenstein), regia di James Whale (1935)
- Il ponte (Stranded), regia di Frank Borzage (1935)
- Il sospetto (Suspicion), regia di Alfred Hitchcock (1941)
- La colpa di Rita Adams (Paper Bullets), regia di Phil Rosen (1941)
- Notorious - L'amante perduta (Notorious), regia di Alfred Hitchcock (1946)
- Un pizzico di follia (Knock on Wood), regia di Melvin Frank e Norman Panama (1954)
- Bianco Natale (White Christmas), regia di Michael Curtiz (1954)
- L'ultimo agguato (A Life at Stake), regia di Paul Guilfoyle (1954)
- Il re vagabondo (The Vagabond King), regia di Michael Curtiz (1956)
- I rivoltosi di Boston (Johnny Tremain), regia di Robert Stevenson (1957)
- Anonima omicidi (Chicago Confidential), regia di Sidney Salkow (1957)
- Bella, affettuosa, illibata cercasi... (The Matchmaker), regia di Joseph Anthony (1958)
- La via del male (King Creole), regia di Michael Curtiz (1958)
- Il mostro che uccide (The Bat), regia di Crane Wilbur (1959)
- Angeli con la pistola (Pocketful of Miracles), regia di Frank Capra (1961)
- Jerry 8¾ (The Patsy), regia di Jerry Lewis (1964)

### Televisione
- Crusader – serie TV, episodio 1x32 (1956)
- General Electric Theater – serie TV, episodi 6x10-6x21 (1957-1958)

## Doppiatori italiani
- Bruno Persa in Il mostro che uccide
- Gino Baghetti in Jerry 8¾